# Немейский тонкотел
Немейский тонкотел (лат. Pygathrix nemaeus) — вид приматов из семейства мартышковых.

## Описание

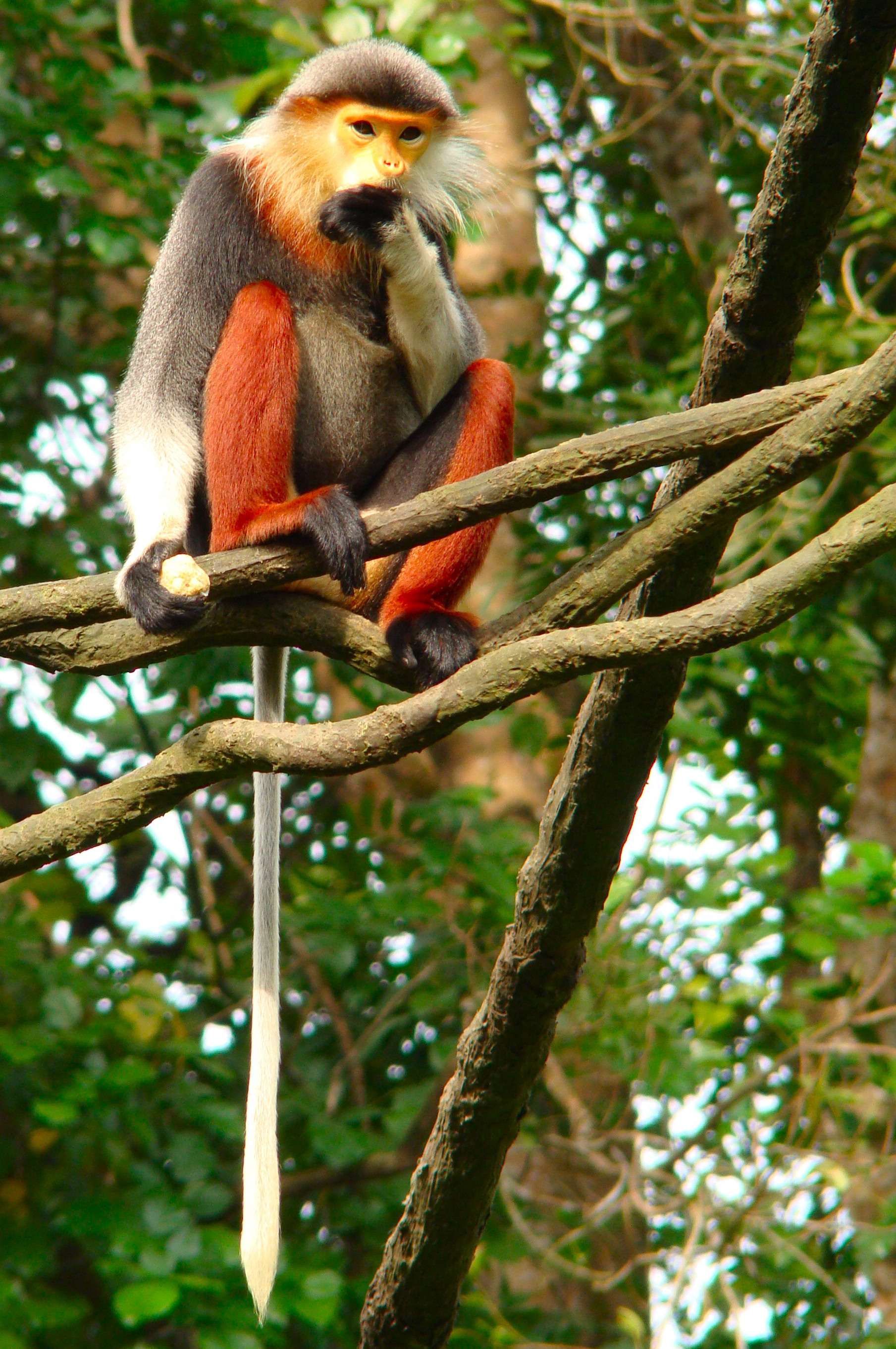
Немейский тонкотел в зоопарке Сингапура

Шерсть от светло-серого до тёмно-серого цвета. От коленей до ступней шерсть насыщенного красно-коричневого оттенка, от локтей до ладоней шерсть белая. Ладони и ступни чёрные. Морда золотистая, с длинными белыми бакенбардами, которые значительно более густые у самцов. Веки светло-голубые. Хвост белый. У самцов два белых пятна по бокам крестца, гениталии красные и белые. Длина тела в среднем 61 см для самцов и 54,5 см для самок. Хвост длиной от 55,8 до 76,2 см. Вес самцов в среднем 11 кг, вес самок в среднем 8,44 кг. Хвост не хватательного типа, используется для балансировки при передвижении.

## Распространение
Встречаются в Юго-Восточной Азии, в северном и центральном Вьетнаме и Лаосе. Населяют различные типы лесов: низинные и горные на высотах до 2000 метров над уровнем моря, листопадные, первичные и вторичные дождевые леса. Предпочитают средние и верхние ярусы леса.

## Поведение
Образуют группы от 4 до 15 особей, иногда сбиваясь в стада до 50 особей. Количество самок в группе обычно превышает количество самцов в два раза. И у самок, и у самцов в группе наблюдается строгая иерархия, самцы в иерархии выше самок. Как самки, так и самцы покидают свою группу, когда достигают половой зрелости. Передвигаются в кронах деревьев используя четыре конечности и совершая прыжки длиной до 6 метров. Брачный сезон с августа по декабрь. Беременность длится от 165 до 190 дней, в помёте один, редко два детёныша. С рождения детёныши цепляются за мать. Шерсть новорождённых светлее, чем у взрослых животных. Самки достигают половой зрелости к четырём годам, самцы в среднем на год позднее. Продолжительность жизни составляет до 25 лет.
Дневные животные, кормятся и спят на деревьях. В рационе в основном листья. Желудок двухкамерный, приспособлен к перевариванию больших объёмов целлюлозы. Дополнением к рациону служат фрукты, ростки, цветы, побеги бамбука, семена и орехи. Воды не пьют, весь необходимый объём жидкости получая из пищи.

## Статус популяции
Международный союз охраны природы присвоил виду охранный статус «Вымирающий». Основные угрозы популяции — разрушение среды обитания и охота. Части тела этого примата используются местным населением в традиционной медицине.